# مدينة كربلاء الرياضية
المدينة الرياضية في كربلاء تعتبر أكبر مشروع من قبل وزارة الشباب والرياضة في محافظة كربلاء وتتضمن المدينة الرياضية ملعب كربلاء الدولي ويبلغ سعته 30 الف متفرج وتبلغ مساحة الملعب الأولمبي في المدينة الرياضية بكربلاء 34 ألف متر مربع، وارتفاعه 32 متراً، بالإضافة إلى ملعبين ثانويين سعة 2000 متفرج و500 متفرج وتضم أيضا مسبحا أولمبيا 5000 متفرج وقاعة متعددة الاغراض وفندق أربعة نجوم بخمس وسبعين غرفة مع أجنحة خاصة بكبار الضيوف ومبنى إداري متعدد الاغراض وايضا تضم 56 نافورة محيطة في ارجاء المدينة الرياضية. وبلغت نسبة الإنجاز في المشروع في منتصف عام 2014 60% والشركة المنفذة للعمل هي شركة بهادر كول التركية، وافتُتتحت في 2016.

## ملعب كربلاء الدولي
هو أكبر ملعب رياضي في مدينة كربلاء ومنطقة الفرات الأوسط تبلغ مساحته 34 الف متر مربع ويتسع لأكثر من 30 الف متفرج وتم افتتاحه في 12 مايو 2016 بمباراة بين المنتخب الوطني العراقي ونادي كربلاء بحضور 30 الف متفرج بينهم محافظ كربلاء ووزير الشباب والرياضة.
في 13 تشرين الثاني 2017 جرت أول مباراة دولية ودية على الملعب بين المنتخب العراقي والمنتخب السوري، وأنتهت المباراة بالتعادل.

## قائمة المباريات الدولية
آخر تحديث 21 تشرين الأول 2024.
|  | يشير إلى فوز العراق بالمباراة     |
|  | يشير إلى انتهاء المباراة بالتَّعادل |
|  | يشير إلى خسارة العراق في المباراة |

| #  | التاريخ              | المباراة                     | النتيجة | المنافسة               | الحضور |
| -- | -------------------- | ---------------------------- | ------- | ---------------------- | ------ |
| 1. | 13 تشرين الثاني 2017 | العراق × سوريا               | 1–1     | ودية                   | 30,000 |
| 2. | 10 نيسان 2018        | الزوراء × العهد              | 1–1     | كأس الاتحاد الآسيوي    | 16,884 |
| 3. | 16 نيسان 2018        | الزوراء × المنامة            | 2–1     | كأس الاتحاد الآسيوي    | 6,765  |
| 4. | 17 نيسان 2018        | القوة الجوية × المالكية      | 1–1     | كأس الاتحاد الآسيوي    | 9,870  |
| 5. | 24 نيسان 2018        | القوة الجوية × السويق        | 2–0     | كأس الاتحاد الآسيوي    | 4,630  |
| 6. | 8 أيار 2018          | القوة الجوية × العهد         | 3–1     | كأس الاتحاد الآسيوي    | 10,683 |
| 7. | 8 آب 2018            | القوة الجوية × اتحاد الجزائر | 0–1     | كأس العرب للأندية      | 8,552  |
| 8. | 21 تشرين الأول 2024  | الشرطة × باختاكور طشقند      | 0–0     | دوري أبطال آسيا للنخبة | 7,500  |